# Brush Prairie
Brush Prairie és una concentració de població designada pel cens dels Estats Units a l'estat de Washington. Segons el cens del 2000 tenia 2.384 habitants.

## Demografia
Segons el cens del 2000, Brush Prairie tenia 2.384 habitants, 868 habitatges, i 671 famílies. La densitat de població era de 117,7 habitants per km².
Dels 868 habitatges en un 32,1% hi vivien nens de menys de 18 anys, en un 68,3% hi vivien parelles casades, en un 6,6% dones solteres, i en un 22,6% no eren unitats familiars. En el 18,4% dels habitatges hi vivien persones soles el 7,3% de les quals corresponia a persones de 65 anys o més que vivien soles. El nombre mitjà de persones vivint en cada habitatge era de 2,74 i el nombre mitjà de persones que vivien en cada família era de 3,11.
Per edats la població es repartia de la següent manera: un 26,6% tenia menys de 18 anys, un 6,5% entre 18 i 24, un 24% entre 25 i 44, un 31,8% de 45 a 60 i un 11% 65 anys o més.
L'edat mediana era de 41 anys. Per cada 100 dones de 18 o més anys hi havia 96,9 homes.
La renda mediana per habitatge era de 59.408 $ i la renda mediana per família de 71.793 $. Els homes tenien una renda mediana de 47.708 $ mentre que les dones 40.533 $. La renda per capita de la població era de 27.605 $. Aproximadament el 2,4% de les famílies i el 3,9% de la població estaven per davall del llindar de pobresa.

## Poblacions més properes
El següent diagrama mostra les poblacions més properes.